# Кулагин, Виктор Константинович
Виктор Константинович Кулагин (20 марта 1923 года, пос. Золотарёвка, Пензенский уезд, Пензенская губерния, СССР — 11 октября 1982 года, Ленинград, СССР) — советский патофизиолог, академик АМН СССР (1978), генерал-майор медицинской службы (1981).

## Биография
Родился 20 марта 1923 года в поселке Золотарёвке Пензенского уезда, Пензенской губернии.
В 1951 году — окончил ВМА имени С. М. Кирова, где затем вел научную и преподавательскую деятельность: адъюнкт, преподаватель, старший преподаватель кафедры патологической физиологии, начальник кафедры — с 1967 по 1980 годы.
С 1980 по 1982 годы — начальник НИИ военной медицины МО СССР.
В 1961 году — защитил докторскую диссертацию, а в 1967 году — присвоено учёное звание профессора.
В 1978 году — был избран академиком АМН СССР.
В 1981 году ему было присвоено звание генерал-майора медицинской службы.
Умер 11 октября 1982 года, похоронен на Богословском кладбище Санкт-Петербурга.
Участник Великой Отечественной войны.

## Научная деятельность
Специалист в области патофизиологии шоковых состояний.
Автор свыше 170 научных работ, в том числе 5 монографий, которые посвящены в основном проблемам травматического шока и кровопотери.
Показал роль нарушений функций ц. и. с. и эндокринной системы (гипофиз, кора надпочечников) в патогенезе шока, вскрыл механизмы этих нарушений, выяснил значение изменений ряда ферментных систем в развитии шока, разработал методы ранней профилактики и принципы лечения шока и кровопотери с использованием крови, кровезаменителей, адренокортикотропного гормона, кортикостероидов и некоторых ферментов. В его работах освещены также проблемы общего учения о болезни.
Под его руководством подготовлено свыше 30 диссертаций, в том числе 12 докторских.
Состоял членом президиума правления Всесоюзного научного общества патофизиологов, редактором редотдела «Патологическая физиология» БМЭ, членом редакционного совета журнала «Патологическая физиология и экспериментальная терапия».

### Сочинения
- О ранней профилактике травматического шока и изменениях рефлекторной деятельности, вызванных механической травмой, Л., 1956;
- Материалы к патогенезу и терапии травматического шока, дисс., Л., 1961;
- Травматический шок, под ред. И. Р. Петрова, Л., 1962 (авт. ряда гл.);
- Роль коры надпочечников в патогенезе травмы и шока, Л., 1965;
- Общая этиология и общий патогенез, Руководство по пат. физиол., под ред. H. Н. Сиротинина, т. 1, с. 52, М., 1966 (совм, с Петровым И. Р.);
- Патологическая физиология травмы и шока, Л., 1978.

## Награды
- Орден Трудового Красного Знамени
- медали